# Wejher (herb szlachecki)

Herb Wejher I Hrabia

Herb Weger

Wejher (Weicher, Weiher, Weger, Weyher, błędnie Werker, Skarzyna, Skarżyna, Pomerzanin, Pomorzanin, Castigonius) – herb szlachecki, herb własny pomorskiej rodziny Wejherów przybyłej około połowy XIV wieku z Frankonii.

## Opis herbu
Herb znany był w wielu formach. Opisy zgodnie z klasycznymi regułami blazonowania:
Wejher I: W polu srebrnym trzy róże czerwone w pas (także w układzie 1 i 2), pod nimi dwa pasy czerwone, każdy z trzema zębami (hakami) czerwonymi (lub białymi) od wewnętrznej strony. W klejnocie nad hełmem w koronie trzy pióra strusie, czerwone między srebrnymi (lub odwrotnie). Labry czerwone, podbite srebrem (także czarne podbite złotem z prawej i czerwone podbite srebrem z lewej.
Wejher Ia: W polu srebrnym trzy pasy czerwone, górny w głowicy, dolny w podstawie, pomiędzy nimi, w polu górnym trzy róże czerwone w pas, w polu dolnym po trzy haki (zęby?) złote, splecione ze sobą, w pas. Klejnot: nad hełmem w koronie trzy pióra strusie, na zewnątrz czerwone, wewnątrz złote. Labry czerwone, podbite złotem.
Wejher Ib: W polu srebrnym trzy róże czerwone (1 i 2), pod nimi dwa pasy czerwone, każdy z trzema zębami (hakami) czerwonymi od wewnętrznej strony. Nad hełmem w koronie trzy róże czerwone, na ulistnionych łodygach zielonych, w wachlarz. Labry czerwone, podbite srebrem.
Wejher Ic: W polu srebrnym dwa pasy czerwone, pomiędzy nimi trzy takież róże w pas, u podstawy po trzy haki (zęby), zazębiające się wzajemnie. Klejnot: nad hełmem bez korony trzy pióra strusie, srebrne między czerwonymi. Labry czerwone, podbite srebrem.
Wejher Id: Tarcza dwudzielna w pas, w polu górnym, srebrnym, trzy róże czerwone w pas, w dolnym, błękitnym, dwa pasy (czerwone), w których utkwione po trzy zęby (wilcze), białe, wzajemnie sczepione ze sobą. Klejnot: nad hełmem w koronie trzy pióra strusie. Labry powinny być z prawej czerwone, z lewej błękitne, podbite srebrem.
Wejher Ie: Tarcza dwudzielna w pas, w polu górnym, srebrnym, trzy róże czerwone w pas, pole dolne błękitne, podzielone linią w pas na dwa pola, w górnym trzy zęby srebrne skierowane do góry, w dolnym takież trzy zęby zwrócone na dół. Klejnot: nad hełmem w koronie trzy pióra strusie. Labry powinny być z prawej czerwone, z lewej błękitne, podbite srebrem.
Wejher If: Na tarczy trójdzielnej w pas, w polu górnym, srebrnym, trzy róże czerwone w pas, pole środkowe, błękitne, podzielone linią w pas, ponad którą trzy zęby skierowane w górę, pod tą linią takież trzy zęby skierowane w dół, pole dolne czerwone. Klejnot: nad hełmem w koronie trzy pióra strusie.
Wejher I Hrabia (Skarżyna i Orle Nogi): Na tarczy skwadrowanej w polach I i IV herb rodowy Skarżyna (Wejher I), w polach II i III błękitnych dwie skrzyżowane nogi gryfa złote (herb Orle Nogi). Nad tarczą dwa hełmy ukoronowane z klejnotami: prawy trzy pióra strusie srebrne między czerwonymi (lub odwrotnie), lewy dwie nogi gryfa jak w godle. Labry z prawej błękitne, podbite złotem, z lewej czerwone, podbite srebrem.
Weger (Wejher I odmienny): Na tarczy dwudzielnej w słup, w polu prawym, złotym orzeł czarny, w polu lewym, srebrnym, trzy róże czerwone w pas (albo 1 i 2), pomiędzy dwoma takimiż pasami, pod dolnym sześć zębów wilczych (lub haków) czarnych, wzajemnie splecionych po dwa. Klejnot: nad hełmem w koronie trzy pióra strusie, srebrne między czerwonymi. Labry z prawej czerwone, podbite srebrem, z lewej czarne, podbite złotem.

## Najwcześniejsze wzmianki
Najwcześniej znanym przedstawieniem herbu jest to znane z pieczęci Marcina Wejhera z 1566 roku, gdzie jednakże brakuje róż (być może nie odcisnęły się), zaś klejnot jest na zawoju. W XVII-wiecznym manuskrypcie Elzowa (Pommerscher Adelsspiegel, 1690–1705) figura pod różami opisywana jest jako wilcze szczęki. Możliwe, że bardziej naturalistyczne przedstawienie takich szczęk widniało w pierwotnej wersji herbu, jednakże nie znamy przekazów takiej jego formy. Innym stosunkowo wczesnym przedstawieniem podstawowej wersji herbu jest to z czteropolowego herbu Władysława Wejhera z roku 1605 z księgi dotyczącej studentów w Padwie. Herb w swojej podstawowej wersji przytaczała większość źródeł drukowanych, do których zaliczają się m.in. herbarze Dachnowskiego (Herbarz szlachty Prus Królewskich, ok. 1620, z błędnymi barwami), Bagmihla (Pommersches Wappenbuch, 1855), Ledebura (Wappenbuch der Preussischen Monarchie, 1836), Żenickiego (Der polnische Adel, 1900), oraz tzw. Nowy Siebmacher (Der Adel des Königreichs Preußen, 1906). Herb znany jest także z nagrobków i epitafiów Wejherów, gdzie w formie opisanej jako Wejher I widniał na przedstawieniach z lat 1629, 1677, 1739, 1743, 1777). Drobny wyjątek stanowiło przedstawienie ze zwieńczenia ołtarza w Pucku z roku 1623, tutaj opisany jako Wejher Ia.
Odmiana Ib miała być używana w łebskiej linii rodu Wejherów w XVI wieku. Wariant Ic występuje na mapie Pomorza Lubinusa z 1618 roku, oraz w „starym” herbarzu Siebmachera z XVII wieku i jednej z jego nowych edycji (Der Adel des Königreichs Preußen, 1857).
Kolejne warianty powstały jako interpretacje niejasnych opisów ze źródeł wcześniejszych i są nieco mocniej zniekształcone w stosunku do właściwej wersji herbu. Wariant Id pochodzi od Dachnowskiego (błędne barwy wariantu podstawowego), skąd z dalszymi zniekształceniami trafił do herbarzy Niesieckiego i Stupnickiego. Warianty Ie i If powstały na bazie pracy Zbiór nazwisk szlachty... Piotra Nałęcz-Małachowskiego z 1790 roku, skąd zapewne trafiły także do Tablic odmian herbowych Teodora Chrząńskiego z 1909 roku.
Herb Wejher I Hrabia to własny herb Jakuba Wejhera, którego zaczął używać po ślubie z Anną Elżbietą Schaffgotsch i uzyskaniu tytułu hrabiego SRI 27 czerwca 1637. W herbie tym do rodowego herbu Wejherów dołożono herb babki Jakuba, Anny Mortęskiej, w którym jednakże odmieniono barwy.
Do pokrewieństwa z pomorskimi Wejherami przyznawał się pruski wyższy radca Johann Jacob Weger, który 19 stycznia 1728 roku otrzymał czeski tytuł szlachecki oraz herb nawiązujący do symboliki cesarskiej (czarny orzeł) oraz rodowej Wejherów (lewe pole). Ten sam Johann Weger otrzymał 21 października 1729 roku szlachectwo pruskie.

## Herbowni
Wejher (Waier, Waiger, Weger, Weier, Weiger, Weiher, Weihr, Wejcher, Weycher, Weyer, Weyger, Weyher, Weyherr, Weyir, Weÿher, Wiher, błędnie – Werker).